# Pteris angustisora
Pteris angustisora là một loài dương xỉ trong họ Pteridaceae. Loài này được J.R mô tả khoa học đầu tiên năm 1846.
Danh pháp khoa học của loài này chưa được làm sáng tỏ. 